# Воринг
Вори́нг (тадж. Воринг) — деха́ (сельский населённый пункт) в Раштском районе Таджикистана. Является административным центром сельской общины (джамоата дехота) Ясман. Расстояние от села до центра района (пгт Гарм) — 75 км. Население — 306 человек (2017 г.), таджики. Население в основном занято сельским хозяйством (животноводство и растениводство). Земли орошаются главным образом водами горных источников.